# Brotte-lès-Luxeuil
Brotte-lès-Luxeuil är en kommun i departementet Haute-Saône i regionen Bourgogne-Franche-Comté i östra Frankrike. Kommunen ligger i kantonen Saint-Sauveur som tillhör arrondissementet Lure. År 2022 hade Brotte-lès-Luxeuil 198 invånare.

## Befolkningsutveckling
Antalet invånare i kommunen Brotte-lès-Luxeuil
| Referens: INSEE |